# Primera guerra matabele
La Primera Guerra Matabele fue peleada entre 1893 y 1894 en el país que hoy en día es Zimbabue. 
En la misma se enfrentaron el British South Africa Company y el reino Ndebele (Matabele). Lobengula, rey de los Ndebele, evitó la guerra franca con los pioneros de la compañía ya que le tenía sumo respeto al poder destructivo del armamento europeo sobre las unidades impi Matabele (unidades de guerreros zulúes). Lobengula contaba con 80.000 hombres con lanzas y 20.000 hombres con rifles, armados con Martini-Henrys de nueve libras, que por ese entonces eran armas modernas. Sin embargo, a causa del entrenamiento deficiente las mismas no eran armas efectivas. La British South Africa Company contaba con más de 750 efectivos en la policía de la British South Africa Company, con un número indefinido de colonos voluntarios y unos 700 aliados Tswana (Bechuana). Cecil Rhodes, quien era primer ministro de la colonia de El Cabo, y Leander Starr Jameson, el administrador de Mashonalandia también evitaban la guerra para prevenir la pérdida de confianza en el futuro del territorio. Los eventos se precipitaron cuando Lobengula aprobó una expedición para exigirle tributo a un jefe mashona en el distrito del pueblo de Fort Victoria, lo cual condujo de manera inevitable a un enfrentamiento con la compañía.

## Patrulla Shangani
Una de las batallas más notables de la primera guerra Matabele fue la Patrulla Shangani en diciembre de 1893 en el que un grupo de 34 soldados de la Compañía Británica fue emboscado por más de 3.000 guerreros Matabele. Uno de los tres sobrevivientes del grupo era Frederick Russell Burnham. En su libro Scouting on Two Continents, Burnham lo recordó así:
Comandante Wilson se dirigió a mi y me pregunto si creía que podía apresurarme hacia la columna principal. Un explorador en un buen caballo podía tener una oportunidad de éxito, ya que en conjunto la patrulla no tendría ninguna opción. Era una esperanza loca, y pensé que era solo una pregunta, pero dije que lo intentaría, mientras le pediría que un hombre viniera conmigo. Uno, llamado Gooding dijo que él estaba deseoso de acompañarme, y también escogi a Pete Ingram porque habíamos estado juntos en muchas aventuras, y pensé que también podíamos vivir juntos esta última.
EL Comandante Wilson gritó: ¡Digale al comandante Forbes que venga immediatamente, si no, estamos perdidos! Después de tres horas y media a caballo, llegamos (Burnham, Ingram y Gooding) al río Shangani y nos pareció como un diluvio de doscientos pasos de ancho. El río por la noche había crecido cuatro pies (1,2m) de alto por la lluvia. No creíamos posible que nuestros caballos pudieran cruzarlo nadando, absolutamente agotados como estaban, pero no teníamos otra opción, simplemente teníamos que atravesarlo y nos decidimos a intentarlo. Con sus cabezas y las nuestras escasamente sobresaliendo por encima del agua, nadando y flotando, pasamos al otro lado. Quinientos pasos a nuestra izquierda estaban varios cientos de matabele. Nos miraron fijamente, con una sorpresa absoluta, mientras supongo preguntándose si nosotros éramos del grupo anterior o nuevos refuezos. En la desesperación pasamos nuestros caballos calladamente a lo largo, delante de ellos, no prestándoles atención.  habíamos recorrido un poco de distancia de esa menera, y nadie nos siguió detrás, por fin un hombre nos disparó; y muchos más comenzaron a disparanos desde lejos. Realizamos el último galope y en unos minutos estuve com mi silla de montar cerca de comandante Forbes. Cuando el comandante Forbes me preguntó: dónde estaba el resto, respondí: Señor, me temo que somos los únicos sobrevivientes de la patrulla.

## Ametralladora Maxim

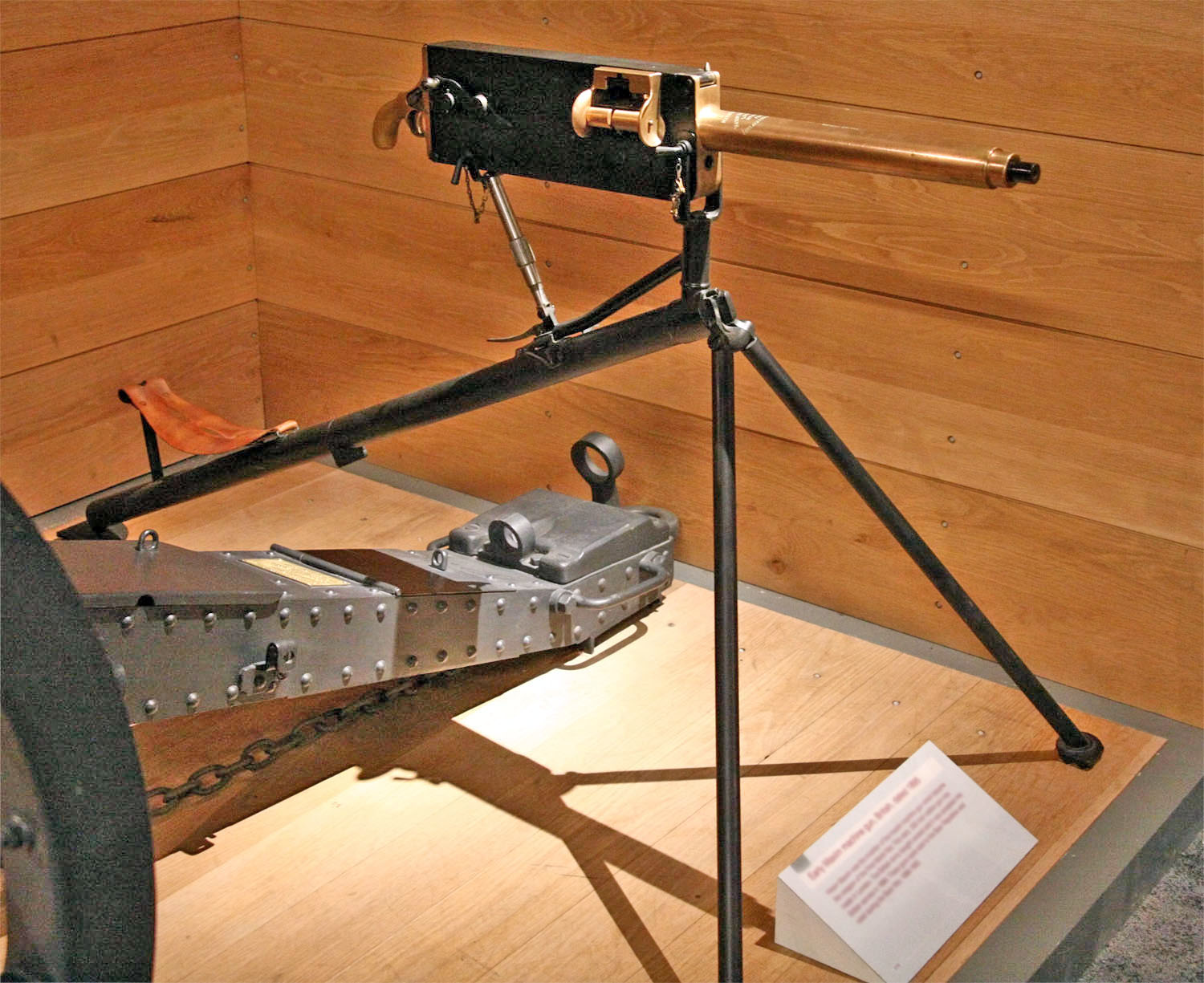
Ametralladora Maxim .303 de 1895. (Museo de Artillería, Woolwich, sur de Londres, Inglaterra).

La primera guerra Matabele fue el primer uso bélico de la ametralladora Maxim por parte de Inglaterra y demostró tener un impacto decisivo. En situaciones menos óptimas, como lo fueron terrenos montañosos o con densa vegetación que reducían la visibilidad, la ametralladora Maxim resultó de poco impacto directo en referencia a muertes de enemigos, pero como un arma psicológica, la ametralladora Maxim fue realmente fenomenal. Generó un sentido de miedo en los Ndebele e hizo parecer a la policía británica de Sudáfrica como invencible. En un enfrentamiento, por ejemplo, 50 soldados con solo cuatro ametralladoras Maxim pelearon contra 5.000 guerreros ndebele.[cita requerida]